# Piper pedicellatum
Piper pedicellatum är en pepparväxtart som beskrevs av C. Dc.. Piper pedicellatum ingår i släktet Piper och familjen pepparväxter. Utöver nominatformen finns också underarten P. p. eglandulatum.